# The Kiffness
Pour les articles homonymes, voir David Scott (homonymie).
David Scott, 11 février 1988 à Johannesbourg, également connu sous son nom de scène The Kiffness, est un musicien, producteur et artiste parodique sud-africain.

## Biographie
En 2004, David  Scott est membre de la chorale des jeunes du KwaZulu-Natal. Il fait ses études à l'école Michaelhouse et va à l'université du Witwatersrand pour étudier la médecine. Cependant, il abandonne ce cursus et se tourne vers des études de musique et de philosophie à l'université de Rhodes tout en travaillant comme DJ et en jouant dans un groupe de jazz. En 2013, il sort son premier single, Where are You Going?, avec Matthew Gold, qui fait partie du Top 40 5FM,
En septembre 2024, Scott produit une vidéo satirique d'une affirmation formulée par le candidat américain à la présidentielle Donald Trump lors du débat présidentiel Trump-Harris. Trump a répété des informations non vérifiées selon lesquelles les résidents haïtiens de Springfield, dans l'Ohio, mangent des chats et des chiens. Cette affirmation a ensuite été démentie par le maire de Springfield, Rob Rue, et largement ridiculisée dans les médias. La vidéo de Scott, « Eating the Cats », est depuis devenue virale sur les réseaux sociaux.